# Wereldkampioenschappen zeilwagenrijden 1980
De wereldkampioenschappen zeilwagenrijden 1980 waren door de Internationale Vereniging voor Zeilwagensport (FISLY) georganiseerde kampioenschappen voor zeilwagenracers. De 2e editie van de wereldkampioenschappen vond plaats in het Belgische Oostduinkerke. Het was tevens de 18e editie van de Europese kampioenschappen.

## Uitslagen
| klasse   | Goud                | Zilver            | Brons             |
| -------- | ------------------- | ----------------- | ----------------- |
| Klasse 2 | Pascal Demuysere    | Pierre Nyssens    | Helmut Budde      |
| Klasse 3 | Bertrand Lambert    | Alain Houtsaegher | P. Alotaux        |
| Klasse 4 | Stuart Mason        | Peter Shakleton   | Jean-Pierre Ville |
| Klasse 5 | K. McCullough       | Mark White        | P. Metcalfe       |
| Dames    | Marie Pierre Passet | Regine Fölz       | Goede Suster Wulf |

1975 ·
1980 ·
1981 ·
1987 ·
1993 ·
1998 ·
2000 ·
2002 ·
2004 ·
2006 ·
2008 ·
2010 ·
2012 ·
2014 ·
2018 ·
2020
1963 ·
1964 ·
1965 ·
1966 ·
1967 ·
1968 ·
1969 ·
1970 ·
1971 ·
1972 ·
1973 ·
1974 ·
1975 ·
1976 ·
1977 ·
1978 ·
1979 ·
1980 ·
1981 ·
1982 ·
1983 ·
1984 ·
1985 ·
1986 ·
1987 ·
1988 ·
1989 ·
1990 ·
1991 ·
1992 ·
1993 ·
1994 ·
1995 ·
1996 ·
1997 ·
1998 ·
1999 ·
2000 ·
2001 ·
2002 ·
2003 ·
2004 ·
2005 ·
2006 ·
2007 ·
2009 ·
2010 ·
2011 ·
2013 ·
2015 ·
2016 ·
2017 ·
2019 ·
2020 ·